# Alice Huntington Bushee
Alice Huntington Bushee (Worcester, Massachusetts 3 de dezembro de 1867 - Rhode Island, 28 de abril de 1956) foi uma escritora, bibliotecária, docente de matemáticas e literatura espanhola. Realizou seus estudos universitários na Faculdade Mount Holyoke.

## Publicações
- The Fundamentals of Spanish Grammar (1917)[3]
- The success of Mateo Alemán”. Em Revue Hispanique, XXV: 359-457. Paris (França).[4][5]
- Three  centuries of Tirso de Molina. University of Pennsylvania Press, 1939.[6]